# Аспід аризонський
Аспід аризонський (Micruroides euryxanthus) — єдиний представник роду отруйних змій Micruroides родини Аспідові. Має 3 підвиди.

## Опис
Загальна довжина сягає 40 см. Голова дуже маленька. Тулуб надзвичайно тонкий. Забарвлення складається з чорних, жовтих і червоних кілець, які розташовані почергово. Важлива особливість у будові зубного апарату цієї змії полягає у наявності маленького зуба на верхньощелепній кістці позаду отруйного ікла.

## Спосіб життя
Полюбляє пустельну місцину. При небезпеці чи тривозі, ця змія набирає у легені повітря й ритмічно видихає його, видаючи низку ляскаючих звуків, які швидко чергуються. Харчується дрібними земноводними, ящірками, комахами.
Це досить отруйна змія.
Це яйцекладна змія.

## Розповсюдження
Мешкає на південному заході США та на півночі Мексики.

## Підвиди
- Micruroides euryxanthus australis
- Micruroides euryxanthus euryxanthus
- Micruroides euryxanthus neglectus